# Монаган, Том
Том Монаган (полное имя Томас Стефан Монаган, англ. Thomas Stephen Monaghan) — американский предприниматель и католический филантроп, основатель Domino’s Pizza.
В 1983—1992 годах владел профессиональным бейсбольным клубом Детройт Тайгерс (англ. Detroit Tigers).

## Биография
Родился 25 марта 1937 года в городе Анн-Арбор (штат Мичиган). После смерти отца мать отдала Томаса в дом для детей «Святого Джозефа» (St. Joseph Home) в городе Джэксон (Мичиган), где монахини воспитали его в духе Католической веры. Позже он поступил в маленькую семинарию с целью стать священником, но вскоре был исключён за дисциплинарные нарушения.
В 1956 году по ошибке был завербован в морскую пехоту США. В 1959 году освободился от службы, вернулся в свой родной город — Анн-Арбор — и поступил в Мичиганский университет, намереваясь стать архитектором. Во время своего студенчества, вместе со своим братом Джеймсом, открыл пиццерию в городе Ипсиланти (Мичиган). Позже он выкупил половину владения в бизнесе за автомобиль «Фольксваген Жук» по желанию Джеймса.
В 1983 году Монаган купил профессиональный бейсбольный клуб «Детройт Тайгерс», который годом позже выиграл Мировую серию.
В 1984 году он получил премию «Золотая тарелка» Американской академии достижений.
В начале 2000-х годов Монаган основал город Аве-Мария с одноименным католическим университетом.
В декабре 2011 года Монаган запустил свой второй бренд ресторанов быстрого обслуживания, основав Gyrene Burger Company.